# Фрезис (Удине)
Фрезис је насеље у Италији у округу Удине, региону Фурланија-Јулијска крајина.
Према процени из 2011. у насељу је живело 82 становника. Насеље се налази на надморској висини од 568 м.